# 陸靈中
陸靈中（1967年11月22日—），香港民主派人士，前任香港荃灣區議會荃灣南選區議員，是前公民黨成員。

## 從政

### 2019年區議會選舉
公民黨派出陸靈中出選荃灣南選區，對手分別是民建聯的陳及實政圓桌馬庭熙。最終，陸靈中取得逾半票數，擊敗兩位建制派候選人當選，連同德華、楊屋道兩個選區的民主派候選人劉肇軒、林錫添雙雙當選，三人一同結束建制派壟斷荃灣市中心12年的局面。
| 政党   | 政党     | 候选人    | 票数  | %     | ±      |
| ------ | -------- | --------- | ----- | ----- | ------ |
|        | 民建聯   | ①. 陳     | 1,860 | 30.99 | 不適用 |
|        | 公民黨   | ②. 陸靈中 | 3,261 | 54.34 | 不適用 |
|        | 實政圓桌 | ③. 馬庭熙 | 880   | 14.66 | 不適用 |
| 多数票 | 多数票   | 多数票    | 1,401 | 23.35 | 不適用 |

### 區議員工作
當選後，陸靈中即與其他荃灣區議會的當選區議員就香港理工大學衝突聯署要求香港警察撤離香港理工大學，並容許各方進入香港理工大學範圍進行人道救援。陸靈中亦參與了時任香港立法會議員與十八區時任及候任區議員要求政府由公務員加薪議程中抽起警隊作獨立審議的聯署。

## 外部連結
- 陸靈中的Facebook專頁

| 議會席位 | 議會席位                                  | 議會席位 |
| -------- | ----------------------------------------- | -------- |
| 首任     | 荃灣區議會 荃灣南選區區議員 2020年1月1日— | 現任     |